# ماثيو كلارك (لاعب كرة قدم بريطاني)
ماثيو كلارك (بالإنجليزية: Matthew Clarke)‏ (18 ديسمبر 1980 في المملكة المتحدة - ) هو لاعب كرة قدم بريطاني في مركز الدفاع. لعب مع برادفورد سيتي ونادي مارساشلوك ونادي هيبرنيانز ووولفرهامبتون واندررز ونادي هاليفاكس تاون وMsida Saint-Joseph F.C. ‏ ونادي جيزيلي ‏ ودارلينجتون إف سى.

## وصلات خارجية
- ماثيو كلارك على موقع قاعدة بيانات كرة القدم.إي يو (الإنجليزية)
- ماثيو كلارك على موقع Soccerbase.com (لاعب) (الإنجليزية)